# Pecco
Pecco är en ort i storstadsregionen Turin i regionen Piemonte, Italien. Pecco var före den 1 januari 2019 en egen kommun, men slogs då samman med Alice Superiore och Lugnacco för att bilda kommunen Val di Chy. Kommunen hade före sammanslagningen 218 invånare.